# Masirana kosodeensis
Masirana kosodeensis är en spindelart som beskrevs av Komatsu 1963. Masirana kosodeensis ingår i släktet Masirana och familjen Leptonetidae. Inga underarter finns listade i Catalogue of Life.